# استیون کلی

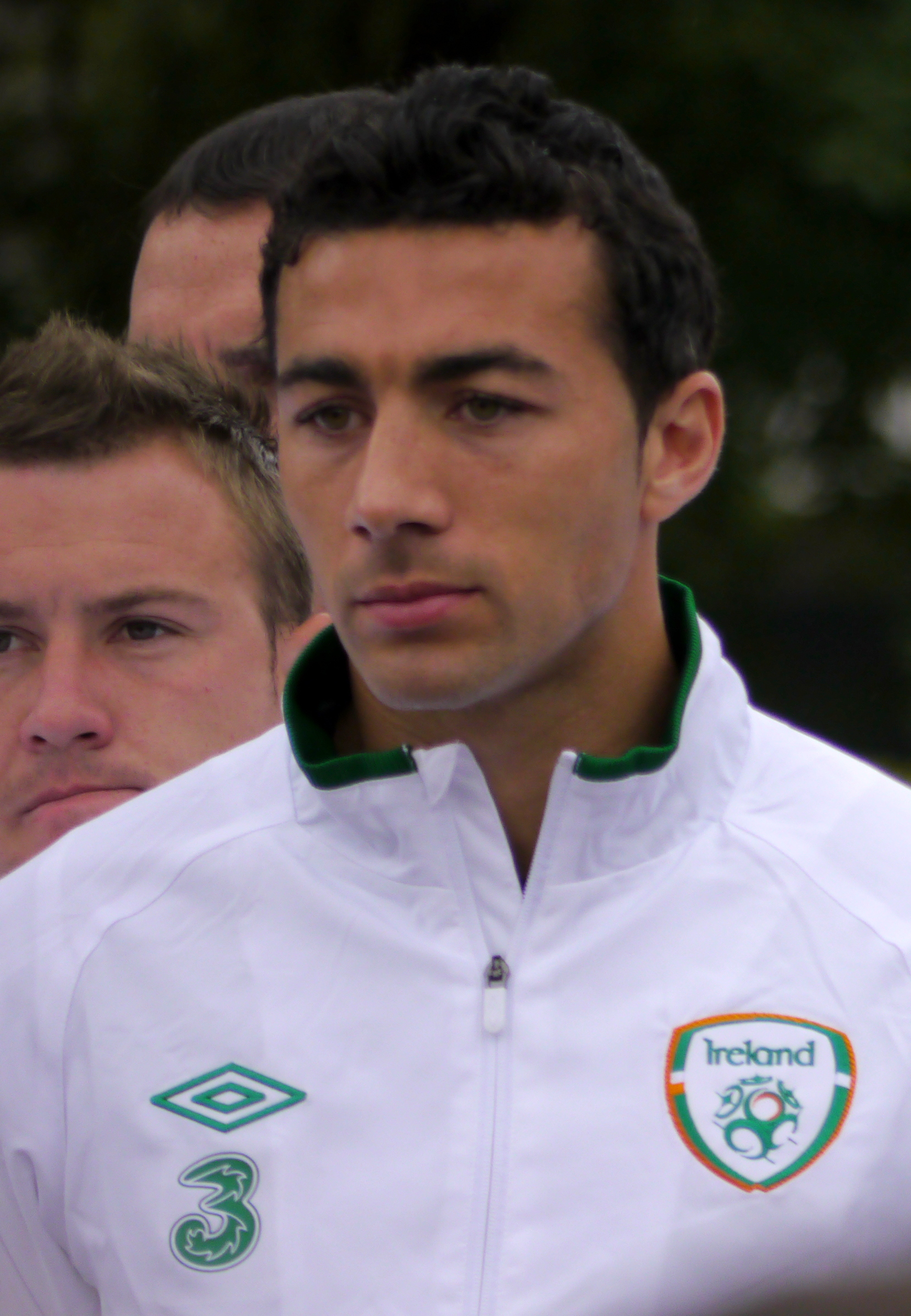
استیون کلی

استیون کلی (زادهٔ ۶ سپتامبر ۱۹۸۳) بازیکن فوتبال اهل کشور ایرلند است.
وی سابقهٔ ۳۲ بازی و ۰ گل ملی را برای تیم ملی ایرلند دارد و پست تخصصی این بازیکن، دفاع است.